# Karl Freudenberg
Karl Johann Freudenberg ForMemRS (Weinheim, Baden, 29 de janeiro de 1886 – Heidelberg, 3 de abril de 1983) foi um químico alemão, que realizou estudos seminais sobre a configuração absoluta de carboidratos, terpenos e esteroides, e sobre a estrutura da celulose (primeira fórmula correta publicada em 1928) e outros polissacarídeos, e sobre a natureza, estrutura e biossíntese da lignina. O Instituto de Investigações da Química da Madeira e Polissacarídeos da Universidade de Heidelberg foi criado para ele na segunda metade da década de 1930, o qual dirigiu até 1969.

## Biografia
Freudenberg estudou na Universidade de Bonn em 1904 e na Universidade de Berlim de 1907 a 1910, onde foi aluno de Hermann Emil Fischer. Em julho de 1910 casou com Doris Nieden; tiveram cinco filhos.
Freudenberg foi professor da Universidade de Friburgo (Alemanha) em 1921, da Universidade de Heidelberg em 1922 e da Universidade de Karlsruhe de 1926 a 1956.
Foi eleito membro da Royal Society em 1963.

## Obras
- Chemie der natürlichen Gerbstoffe (1920)  [studies on tannins and their relations to catechins]
- Stereochemie (1933)
- Tannin, Cellulose, Lignin (1933)